# Namgyal Lhamo Taklha
Ne doit pas être confondu avec Namgyal Lhamo.
Namgyal Lhamo Taklha (tibétain : སྟག་ལྷ་རྣམ་རྒྱལ་ལྷ་མོ་, Wylie : stag lha rnam rgyal lha mo) aussi appelée Namgyal Lhamo Tsarong, née le 5 juillet 1942 à Lhassa est une femme politique et de lettres tibétaine.

## Biographie
Namgyal Lhamo née le 22e jour du 5e mois de l'année du cheval d'eau (5 juillet 1942) est la fille de Dundul Namgyal Tsarong et Yangchen Dolkar Tsarong et la petite-fille de Tsarong Dzasa, commandant général du Tibet et de Ragashar. Elle est la sœur de Norzin Shakabpa, Tsewang Jigme Tsarong, Drikung Chetsang Rinpoché et de Tseten Paljor Tsarong. 
Elle fait ses études primaires dans une école à Lhassa au Tibet. En 1951, elle suit sa sœur pour étudier dans une école secondaire protestante britannique en Inde, la Mount Hermon School (en) à Darjeeling.
En 1954, elle revient à Lhassa, cédant aux pressions chinoises sur les Tibétains pour qu'ils rapatrient leurs enfants, et s'inscrit à l'école chinoise. Elle devient membre des Pionniers, une organisation pour les enfants de moins de quatorze ans, reconnaissables à leur foulard rouge. Après quatorze ans, elle devint membre de l'Association de la jeunesse, l'Association amicale culturelle de la jeunesse patriotique du Tibet.
Ce fut au cours d'un des banquets donnés à l'occasion de l'installation de la commission préparatoire pour la région autonome du Tibet en avril 1956 qu'elle rencontre pour la première fois Lobsang Samten, qu'elle épousera par la suite.   
En 1961, alors qu'elle vient d'obtenir le diplôme de Senior Cambridge (en) Certificate et suit des cours de secrétariat en français, Jetsun Pema lui suggère d'épouser Lobsang Samten, qui revint en Inde la rencontrer cette même année. Ils se rencontrent à nouveau en août 1962 et décident de se marier rapidement.
Comme son époux, elle travaille au Bureau du Tibet à New Delhi de 1962 à 1965, où elle est traductrice et interprète.
Leur fille Tenzin Chucki est née le 29 mai 1963 à Calcutta, et leur fils Tenzin Namdhak Taklha, deux ans plus tard dans la même ville.
De 1966 à 1971, de même que Lobsang Samten, elle travaille au Bureau du Tibet à Genève en Suisse.
Elle travaille à l'exportation et au département des ventes au Tibetan Arts and Crafts de New York aux États-Unis de 1971 à 1974. 
Elle est ensuite assistante aide-comptable à la salle de conférence, New York jusqu'en 1978.
De 1980 à 1985, elle est traductrice et secrétaire de son époux, alors directeur de l'Institut de médecine et d'astrologie tibétaine (Men-Tse-Khang) et après son décès, elle est nommée directrice du Men-Tse-Khang de 1986 à 1988.
Namgyal Lhamo a été membre du conseil consultatif de l'Association des femmes tibétaines en exil de 1985 à 1988.
Elle a été Secrétaire générale du ministère de la Santé de l'Administration centrale tibétaine entre le 15 novembre 1988 et le 14 juillet 1994.
Vers la fin de 2000, elle devient directrice de l'école de Ngoenga pour enfants handicapés tibétains. 
Elle fut aussi directrice de la Bibliothèque Songtsen basée à Dehradun et directrice de couvent de Drikung.
Namgyal Lhamo est l'auteur d'une autobiographie publiée par Snow Lion Publications en 2001 et d'un ouvrage sur les femmes du Tibet publié en 2005. Elle a été consultante du film Kundun. 
Dans son autobiographie, elle raconte son enfance au Tibet avant l'occupation chinoise et sa vie en Inde, en Suisse et aux États-Unis.

## Publications

### Livres
- (en) Women of Tibet, Dehradun, Inde, Songtsen Library, 2005
- (en) Born in Lhasa, 2001, Snow Lion Publications,   (ISBN 1-55939-102-2)

### Articles
- 1996, Women in Tibetan Community: A Tibetan Woman from Aristocratic Background Offers her Perspective, Tibetan Review (January), 12-14.